# Panitula Mala
Panitula Mala je nenaseljeni otočić u hrvatskom dijelu Jadranskog mora.
Njegova površina iznosi 0,031 km². Dužina obalne crte iznosi 0,79 km.

## Vanjske poveznice
|  | Zajednički poslužitelj ima još gradiva o temi Panitula Mala |